# Emma de Francia (943-968)
Emma de París (943-19 de marzo de 968) era un consorte duquesa de Normandía, casada con el duque Ricardo I de Normandía. Ella era la hija del conde Hugo el Grande de París y Hedwige de Sajonia y hermana de Hugo Capeto, rey de Francia.
Emma fue comprometida con Ricardo I en su infancia como parte de una alianza entre Normandía y París contra la casa real francesa. El matrimonio tuvo lugar en 960. La unión dio un estatus permanente y útil a Normandía, sobre todo porque el hermano de Emma se convirtió en rey en 987. Emma se ha señalado como la madre de Emma de Normandía, pero esto no es cronológicamente posible. Emma murió sin hijos.